# 城外圣巴斯弟盎圣殿

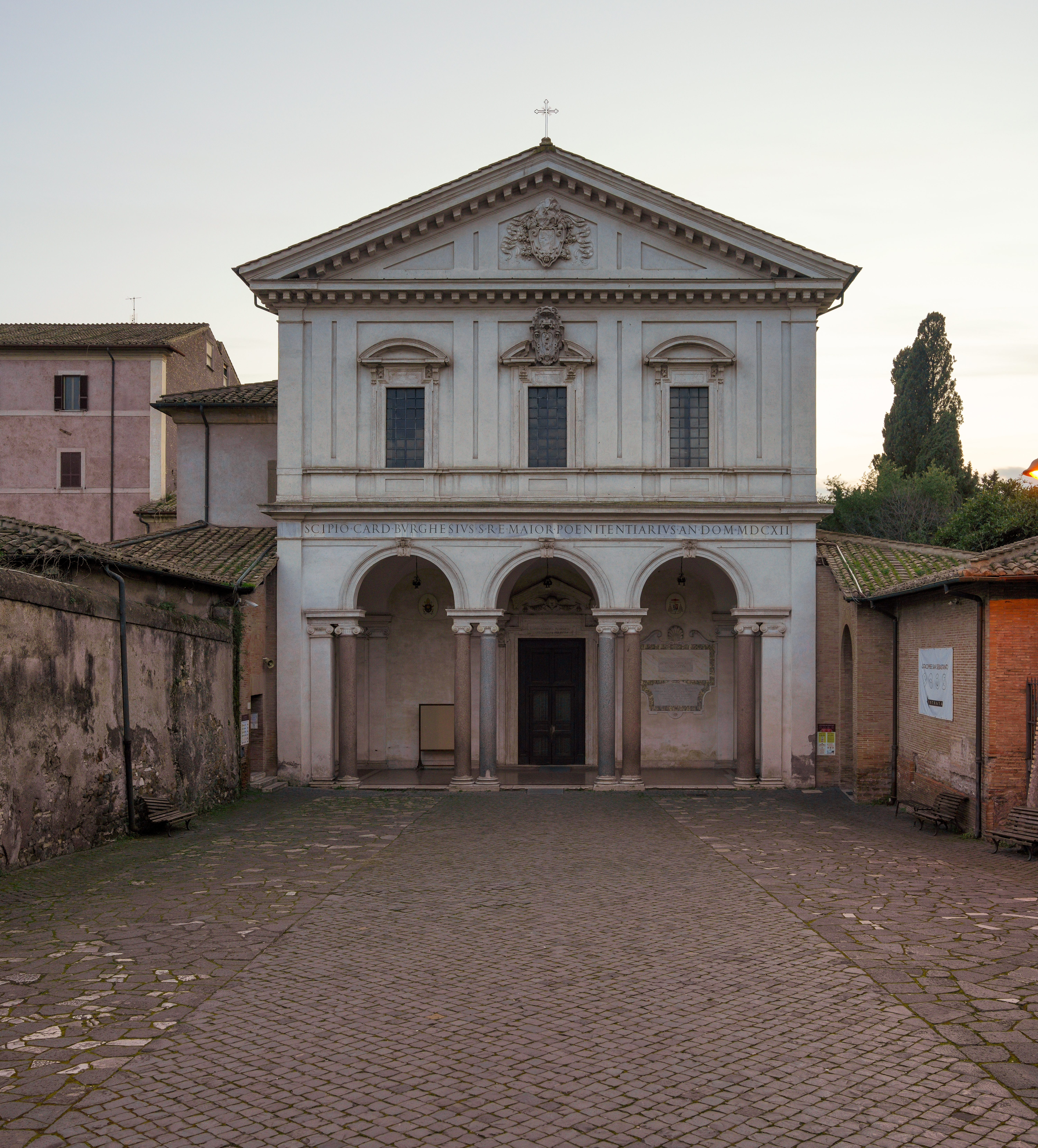
立面

城外圣巴斯弟盎圣殿（義大利語：San Sebastiano fuori le mura）位于意大利罗马，是天主教的一座宗座圣殿，也是司鐸級樞機領銜聖堂 ，2000年之前曾是罗马朝圣七大殿之一，现在许多朝圣者仍继续来此朝圣。
该聖堂始建于4世纪，献给殉道者圣巴斯弟盎。